# Ivans
Ivans ist ein lettischer männlicher Vorname.

## Namensträger

### Vorname
- Ivans Lukjanovs (* 1987), lettischer Fußballspieler

### Künstlername
- Pseudonym von Jakob van Schevichaven (1866–1935), niederländischer Schriftsteller